# 1167
Високе Середньовіччя  •  Золота доба ісламу  •  Реконкіста  •  Хрестові походи  •  Київська Русь

## Геополітична ситуація
Візантію очолює Мануїл I Комнін (до 1180). Фрідріх Барбаросса є імператором Священної Римської імперії (до 1190), Людовик VII Молодий королює у Франції (до 1180).
Апеннінський півострів розділений: північ належить Священній Римській імперії, середню частину займає Папська область, більша частина півдня належить Сицилійському королівству. Деякі міста півночі: Венеція, Піза, Генуя тощо, мають статус міст-республік, частина з яких об'єднана Ломбардською лігою.
Південь Піренейського півострова в руках у маврів. Північну частину півострова займають християнські Кастилія, Леон (Астурія, Галісія), Наварра та Арагонське королівство (Арагон, Барселона). Королем Англії є Генріх II Плантагенет (до 1189), королем Данії — Вальдемар I Великий (до 1182).
У Києві почав княжити Мстислав II Ізяславич (до 1169). Ярослав Осмомисл княжить у Галичі (до 1187), Святослав Всеволодович у Чернігові (до 1177), Андрій Боголюбський у Володимирі-на-Клязмі (до 1174). Новгородська республіка та Володимиро-Суздальське князівство фактично відокремилися від Русі. У Польщі період роздробленості. На чолі королівства Угорщина стоїть Іштван III (до 1172).
На Близькому сході існують держави хрестоносців: Єрусалимське королівство, Антіохійське князівство, графство Триполі. Сельджуки окупували Персію та Малу Азію, в Єгипті владу утримують Фатіміди, у Магрибі Альмохади, у Середній Азії правлять Караханіди та Каракитаї. Газневіди втримують частину Індії. У Китаї співіснують держава ханців, де править династія Сун, держава чжурчженів, де править династія Цзінь, та держава тангутів Західна Ся. На півдні Індії домінує Чола. В Японії триває період Хей'ан.

## Події
- Повертаючись із подорожі до Новгорода, помер Великий князь Київський Ростислав Мстиславич.
- Новим великим князем Київським став Мстислав II Ізяславич. Старшим у роді був Володимир Мстиславич, однак він не мав ні сили, ні популярності, щоб утримати престол, тому поступився небожу.
- 1 грудня 22 міста Північної Італії на чолі з Міланом, відбудованим після розгрому 1162 року, утворили Ломбардську лігу для боротьби з імператором Фрідріхом I Барабароссою і рішеннями Ронкальського сейму, що позбавляв міста прав самоуправління і самостійного обрання консулів.
- Імператор Фрідріх Барбаросса розбив війська Римської комуни на горі Порціо й захопив Рим. Папа Олександр III змушений удруге втекти з міста. Антипапа Пасхалій III удруге коронував Фрідріха Барбароссу римським імператором.
- Візантія відібрала Хорватію та Далмацію в Угорщини.
- Після вбивстав Карла Сверкерсона королем Швеції проголосив себе Кнут I Еріксон. Однак Буріслев та Коль Сверкерсони теж проголосили себе королями.
- Король Англії Генріх II Плантагенет заборонив англійцям навчатися в Паризькому університеті.
- Відбулася нова конфронтація в Єгипті між військами, посланими з Дамаска Нур ад-Діном, та армією короля Єрусалиму Аморі I.

## Народились
- 24 грудня — Іоанн Безземельний, англійський король з 1199 року з династії Плантагенетів; підписав «Велику хартію вільностей».